# Havis
Havis er is der flyder rundt i havet, eksempelvis i Arktis. 
Pakis er en betegnelse for sammenpressede isflager, der danner ét stort, sammenhængende isdække. Isflagerne er opbrudt havis.
Havis findes i 154 typer.

## Havisen i Polarhavet
Forskere har nu (2014) konstateret at havisen i Polarhavet (Ishavet eller Det arktiske hav) skrumper 13% i løbet af 10 år.
Området mellem det nordlige Grønland og Canada er kendt som “The Last Ice Area”.

## Is i danske farvande
Den strengeste isvinter i Danmark i nyere tid var i 1941-42, og is i de indre danske farvande er blevet en sjældenhed, men både i 2009-10 og 2010-11 var der dog is i Kattegat fra kyst til kyst, men kun op til en tykkelse på 15 cm.

## Billeder
- Havis på / omkring nordpolen, 1999
- Havis på / omkring nordpolen, 2005
- Havis i mindre flager
- Pakis hvor to ismasser mødes
- Sæl på isflage i Øresund, 2018